# Zbrodnie nacjonalistów ukraińskich w powiecie buczackim
Zbrodnie nacjonalistów ukraińskich w powiecie buczackim – zbrodnie nacjonalistów ukraińskich na głównie polskiej ludności cywilnej podczas czystki etnicznej w Małopolsce Wschodniej w powiecie buczackim w dawnym województwie tarnopolskim w okresie II wojny światowej.
Ustalono 1671 ofiar, szacowana łączna liczba zamordowanych Polaków w powiecie brzeżańskim wyniosła 3471 osób. Wypędzonych i wysiedlonych Polaków szacuje się na 40 820. Opuszczonych bądź spalonych domów 8 438.
Zbrodnie głównie były dziełem oddziałów UPA, samoobrony (SKW) i bojówek Służby Bezpieczeństwa OUN. W pacyfikacjach polskich wiosek w województwie tarnopolskim wzięły udział również pododdziały 4 pułku policji SS oraz policjantów Ukraińskiej Policji Pomocniczej.
| Zbrodnie w miejscowościach | Liczba ofiar | Opuszczone/spalone domy |
| -------------------------- | ------------ | ----------------------- |
| Barysz                     | 202          | 870                     |
| Beremiany                  | 34           | 90                      |
| Bielawińce                 | 9            | 36                      |
| Bobulińce                  | 42           | 140                     |
| Browary                    | 1            | 60                      |
| Buczacz                    | 40           | ok. 300                 |
| Czechów                    | 20           | 15                      |
| Dobropole                  | 7            | 320                     |
| Dubienko                   | 3            | 180                     |
| Duliby                     | 11           | 250                     |
| Hubin                      | 20           | 87                      |
| Huta Nowa                  | 18           | 150                     |
| Huta Stara                 | 13           | 195                     |
| Jazłowiec                  | 39           | 157                     |
| Jezierzany                 | 26           | 90                      |
| Komarówka                  | 8            | 75                      |
| Koropiec                   | 41           | 400                     |
| Korościatyn                | 158          | 200                     |
| Kośmierzyn                 | 10           | 40                      |
| Kowalówka                  | 12           | 190                     |
| Kujdanów                   | 3            | 20                      |
| Kurdwanówka                | 6            | 37                      |
| Leszczańce                 | 24           | 37                      |
| Monasterzyska              | 61           | 590                     |
| Nagórzanka                 | 11           | 510                     |
| Niskołyzy                  | 16           | 90                      |
| Nowosiółka Jazłowiecka     | 12           | 140                     |
| Nowosiółka Korpiecka       | 22           | 100                     |
| Nowostawce                 | 5            | 91                      |
| Olesza                     | 20           | 55                      |
| Osowce                     | 16           | 104                     |
| Petlikowce Nowe            | 12           | 118                     |
| Petlikowce Stare           | 15           | 280                     |
| Pilawa – Wojciechówka      | 1            | -                       |
| Podzameczek                | 9            | 400                     |
| Porchowa                   | 6            | 110                     |
| Złoty Potok – Rublin       | 42           | 342                     |
| Przedmieście               | 10           | 68                      |
| Przewłoka                  | 2            | 25                      |
| Puźniki                    | 111          | 188                     |
| Pyszkowce                  | 6            | 66                      |
| Rzepińce                   | 26           | 75                      |
| Sawałuski                  | 3            | 14                      |
| Skomorochy                 | 15           | 73                      |
| Słobódka Dolna             | 17           | 28                      |
| Słobódka Górna             | 7            | 80                      |
| Słobódka Muszkatowicka     | 10           | -                       |
| Snowidów                   | 4            | -                       |
| Soroki                     | 53           | 88                      |
| Trościańce                 | 46           | 100                     |
| Trybuchowce                | 13           | 269                     |
| Uście Zielone              | 154          | 80                      |
| Weleśniów                  | 46           | 81                      |
| Werbka                     | 21           | -                       |
| Wierzbiatyn                | 5            | 39                      |
| Zadarów                    | -            | 1                       |
| Zalesie Koropieckie        | 37           | 50                      |
| Zaleszczyki Małe           | 39           | 57                      |
| Zubrzec                    | 38           | 43                      |
| Żnibrody                   | 12           | 145                     |
| Żurawińce                  | 2            | -                       |
| Razem                      | ofiar:1672   | domów:8439              |